# Formel Ford

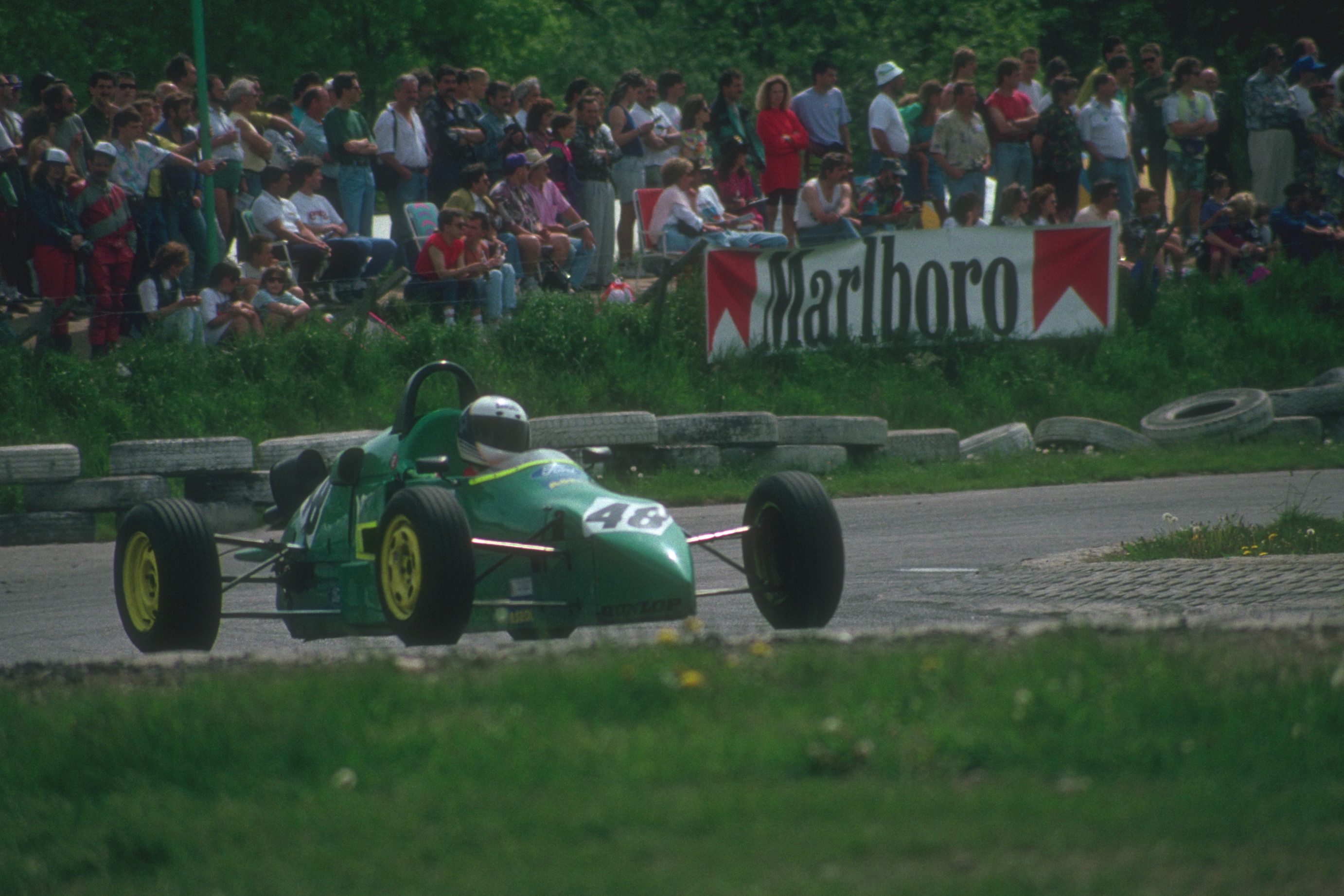
Formel Ford

Formel Ford  eller Formel Ford Zetec  är en racingklass på nivån över karting. Det första Formel Ford-loppet kördes med 17 bilar på Brands Hatch 2 juli 1967. I Sverige kördes den första Formel Ford-tävlingen på Scandinavian Raceway i Anderstorp 1969.
Klassen och biltypen kom till som en juniorformelklass för att fylla ut gapet mellan gokart och högre och betydligt dyrare formelklasser från Formel 3 ända upp till Formel 1. Ford Motor Company tog ansvar för klassens uppbyggnad och arrangerade också mästerskapen. 
Formel Ford brukar ses som en inkörningsklass för mer avancerad formel-racing. Många Formel 1-världsmästare, som till exempel Ayrton Senna, Nigel Mansell,  Mika Häkkinen och Michael Schumacher, har alla fått sitt genombrott via Formel Ford.

## Bilarna
Bilarna skall vara ensitsiga racerbilar med chassin från valfri tillverkare men utrustade med Ford-motorer. Vingar är inte tillåtna.  
Bilen måste väga minst 450 kg utan förare och minst 525 kg med förare. 
Däck utan mönster, slicks, introducerades 1995.
Vid tävling får bara ett set (4 st) torrdäck (slicks) användas medan antalet set regndäck som får brukas är obegränsat. Däckvärmning är inte tillåten. I Norden får motorljudet inte överskrida 95 dBA.
Formel Ford 1600 var den ursprungliga klassen och var utrustade med Kent-motorer på 1600cc. 1994 kom Formel Ford 1800 med Zetec-motorer på 1800cc och 16 ventiler. Och 2006 kom den motorn som de kör idag Duratec 1600cc. Dock ej i Sverige ännu.
Det finns ytterligare en Formel Ford-klass, Formel Ford 2000 eller FF2000. Här har bilarna vingar och en 2-liters motor med enkel överliggande kamaxel, Pinto. Denna mer avancerade klass körs i Sverige i Racerhistoriska klubbens regi.